# Баба (гірський хребет)

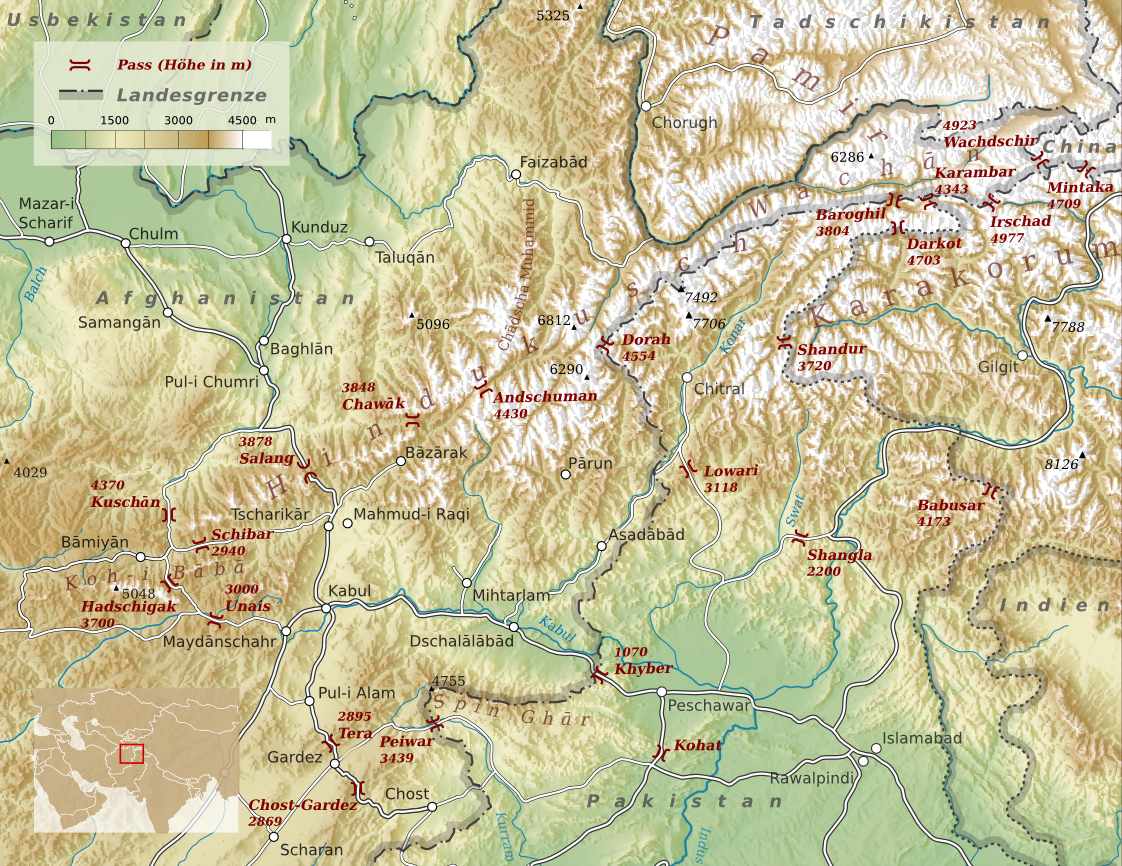
Топографічна карта північно-східного Афганістану з Кох-і-Баба ліворуч

Гірський хребет Баба (пушту بابا غر Bâbâ Ǧar; перс. کوه بابا Кох-і Баба ; або Kūh-e Bābā ; Kōh або Kūh, що означає «гора», Bābā означає «батько») є західним продовженням Гіндукушу та походженням афганських річок Кабул, Аргандаб, Гільменд, Фарахруд, Харі, Мургаб та річок Балкх і Кундуз. Гірський хребет увінчаний піком Фоладі (або Шах Фуладі), що здіймається на 5048 м (деякі старі карти та словники: 5143 м) над рівнем моря, і розташований на південь від Баміана.

## Загальні відомості
Плато Ко-е-Фіроз зливається далі на захід плавними ухилами в Паропамісади, яке можна простежити через річку Харі до Мешхеда. На південний захід від кульмінаційних вершин довгі відроги розділяють верхні притоки річки Гільменд і відокремлюють її басейн від басейну річки Фарахруд. Ці відроги зберігають значну висоту, тому що вони позначені піками, що перевищують 11 000 фут (3 400 м). Вони простягаються широкою смугою приблизно паралельних хребтів на південний захід, зберігаючи свій загальний напрямок до тих пір, поки не з'єднаються з пустелею Великий Регістан на захід від Кандагару, де закінчуються серією відокремлених і розбитих антикліналей, боки яких охоплює море проникаючого піску. Довгі прямі хребти з рівними верхами, які розділяють долини Аргандаб, річок Тарнак та Аргастан і обрамляють шлях від Кандагару до Газні.
Високі зубчасті вершини над перевалом Гаджигак, блакитно-чорні й блискучі, переливаються на сонячному світлі, оскільки вони містять приблизно 2 мільярди тонн залізної руди. Найбагатше родовище Азії. Дуже крутий спуск із перевалу Гаджигак (3 700 м (12 100 фут)) з його численними вигинами серпантину веде до блискучої річки Калу, відомої на місцевому рівні як Саузао або Зелені Води. Межує з тополями та кількома чарівними селами.
Високо над дорогою внизу перевалу є шахтарський табір, і майже будь-який чорний камінь, зібраний з узбіччя дороги поблизу, вразить вас своєю вагою. Купи акуратно складених каменів, розчищених із полів, вражають працелюбністю цих афганських фермерів.  Восени також можна побачити, як жінки плетуться у відкритих полях біля своїх будинків.
Перевал Гаджигак залишається неасфальтованим, незважаючи на те, що є транзитним шляхом до центрального Афганістану.  Перевал і його прилеглі території залишаються засніженими протягом більшої частини року, протягом якого рух переміщується на перевал Шибар.
У цьому районі проживають переважно етнічні хазарейці, потім таджики, пуштуни. Є також домогосподарства сеїдів. Значна частина населення в значній мірі залежить від сільського господарства як основного джерела доходу та картоплі як основної культури.